# Hūshyār Chelleh
Hūshyār Chelleh (persiska: هوشیار چلّه, Hūshyār Cheleh) är en ort i Iran.   Den ligger i provinsen Kermanshah, i den västra delen av landet, 500 km väster om huvudstaden Teheran. Hūshyār Chelleh ligger 1 100 meter över havet och antalet invånare är 447.
Terrängen runt Hūshyār Chelleh är kuperad åt nordväst, men åt sydost är den bergig. Hūshyār Chelleh ligger nere i en dal.Runt Hūshyār Chelleh är det ganska glesbefolkat, med 38 invånare per kvadratkilometer. Närmaste större samhälle är Gīlān-e Gharb, 17,0 km nordväst om Hūshyār Chelleh. Omgivningarna runt Hūshyār Chelleh är i huvudsak ett öppet busklandskap.